# دیتنیتسه
دیتنیتسه (به چکی: Dětenice) یک منطقهٔ مسکونی در جمهوری چک است که در شهرستان ییچین واقع شده‌است. دیتنیتسه ۷۳۶ نفر جمعیت دارد.